# Neritilia succinea
Neritilia succinea is een slakkensoort uit de familie van de Neritiliidae. De wetenschappelijke naam van de soort is voor het eerst geldig gepubliceerd in 1841 door Récluz.